# Moustafa Djemilev
Moustafa Djemilev (tatar de Crimée : Mustafa Abdülcemil Cemilev, Мустафа Абдульджемиль Джемилев, russe : Мустафа́ Абдулджеми́ль Джеми́лев, ukrainien :  Мустафа́ Абдульджемі́ль Джемі́лєв), né le 13 novembre 1943 à Ay-Serez en Crimée (alors RSFS de Russie à l'époque), est une personnalité politique ukrainienne. Il est un chef de file reconnu du Mouvement national des Tatars de Crimée et un ancien dissident soviétique admiré pour son principe de non-violence.

## Biographie

### Vie en URSS
Dès 1961 (alors que sa famille avait été déportée en 1944), à l'âge de 18 ans, il milite pour la reconnaissance des droits des Tatars et leur retour en Crimée en fondant l'Union des jeunes Tatars de Crimée. Entre 1966 et 1986, il est arrêté à six reprises par les autorités d'URSS pour activités anti-soviétiques et a purgé ses peines dans les prisons soviétiques et les camps de travail, ou vécu sous surveillance. Sa première condamnation a été pour refus de servir dans l'armée soviétique. Djemilev est aussi connu pour avoir initié une grève de la faim de 303 jours en 1975 ; il a été soutenu par une campagne internationale organisée par Ayche Seitmouratova.

### Médaille Nansen
En octobre 1998, il se voit décerner la médaille Nansen par le Haut Commissariat des Nations unies pour les réfugiés pour ses efforts exceptionnels et « son attachement au droit au retour des Tatars de Crimée ».

### Carrière politique
En mai 1989, il est élu à la tête du Mouvement national des Tatars de Crimée nouvellement fondé. La même année, il retourne en Crimée avec sa famille, un mouvement qui sera suivi par le retour des 250 000 Tatars criméens de Russie.
Il devient président de l'Assemblée des Tatars de Crimée le 6 juin 1991, et exerce cette fonction jusqu'au 27 octobre 2013.
En 1998, il est élu député au Parlement ukrainien.
En 2004, il participe à la Révolution orange. 
Adhérent au Mouvement populaire d'Ukraine, il annonce au début du mois de novembre 2011 se retirer de la vie politique du pays mais rejoint l'Union panukrainienne « Patrie » pendant les élections législatives de 2012.

### Crise de Crimée
Le 13 mars 2014, alors qu'il se trouve à Ankara en Turquie, Djemilev appelle les habitants de Crimée à boycotter le référendum prévu le 16 mars portant sur le rattachement à la Russie, qu'il considère comme « illégal » et « manipulé » par les Russes. Le 2 mai, il est déclaré persona non grata par les nouvelles autorités de Crimée nommées par Moscou et est banni de Crimée pour une période de cinq ans. Il s'installe alors à Kiev,.
En 2015, il organise le Congrès mondial des Tatars de Crimée à Ankara[réf. nécessaire].
En septembre 2015, il est l'un des instigateurs du blocus civil de la Crimée[réf. nécessaire], qui mènera au blocus de la Crimée par l'Ukraine.